# 1957-es magyar asztalitenisz-bajnokság
Az 1957-es magyar asztalitenisz-bajnokság a negyvenedik magyar bajnokság volt. A bajnokságot április 19. és 21. között rendezték meg Budapesten, a Nemzeti Sportcsarnokban.

## Eredmények
| Versenyszám  | Arany                                                                         | Arany | Ezüst                                                            | Ezüst | Bronz                                                                                                   | Bronz |
| ------------ | ----------------------------------------------------------------------------- | ----- | ---------------------------------------------------------------- | ----- | --- | ----- |
| Férfi egyéni | Gyetvai Elemér Egyetértés SC                                                  |       | Berczik Zoltán Vasútépítő Törekvés                               |       | Bubonyi Zoltán Vasútépítő TörekvésSidó Ferenc Bp. Vörös Meteor                                          |       |
| Női egyéni   | Kerekes Imréné Bp. Vörös Meteor                                               |       | Mossóczy Lívia Ferencvárosi TC                                   |       | Kóczián Éva Bp. Vörös MeteorLantosné Farkas Gizella Bp. Vörös Meteor                                    |       |
| Férfi páros  | Gyetvai Elemér, Csender Jenő Egyetértés SC                                    |       | Farkas József, Piedl Gyula Bp. Spartacus, Egyetértés SC          |       | Földy László, Semsei Sándor Bp. Vörös Meteor, Bp. SpartacusSidó Ferenc, Péterfy Miklós Bp. Vörös Meteor |       |
| Női páros    | Kóczián Éva, Mossóczy Lívia Bp. Vörös Meteor, Ferencvárosi TC                 |       | Lantosné Farkas Gizella, Kerekes Imréné Bp. Vörös Meteor         |       | Heirits Erzsébet, Máthé Sára Ferencvárosi TCKoltai Lajosné, Sági Adél Egyetértés SC, Ferencvárosi TC    |       |
| Vegyes páros | Berczik Zoltán, Lantosné Farkas Gizella Vasútépítő Törekvés, Bp. Vörös Meteor |       | Péterfy Miklós, Mossóczy Lívia Bp. Vörös Meteor, Ferencvárosi TC |       | Gyetvai Elemér, Kerekes Imréné Egyetértés SC, Bp. Vörös MeteorSidó Ferenc, Kóczián Éva Bp. Vörös Meteor |       |